# Episodi di Professione pericolo (seconda stagione)
La seconda stagione della serie televisiva Professione pericolo è stata trasmessa in prima visione negli Stati Uniti d'America da ABC tra il 1982 e il 1983.
| nº | Titolo originale                            | Titolo italiano | Prima TV USA     | Prima TV Italia |
| -- | ------------------------------------------- | --------------- | ---------------- | --------------- |
| 1  | Bail and Bond                               |                 | 27 ottobre 1982  |                 |
| 2  | The Ives Have It                            |                 | 3 novembre 1982  |                 |
| 3  | Colt's Outlaws                              |                 | 10 novembre 1982 |                 |
| 4  | Colt Breaks Out                             |                 | 10 novembre 1982 |                 |
| 5  | Mighty Myron                                |                 | 17 novembre 1982 |                 |
| 6  | Reluctant Traveling Companion               |                 | 24 novembre 1982 |                 |
| 7  | A Piece of Cake                             |                 | 1 dicembre 1982  |                 |
| 8  | Hell on Wheels                              |                 | 8 dicembre 1982  |                 |
| 9  | How Do I Kill Thee... Let Me Count the Ways |                 | 22 dicembre 1982 |                 |
| 10 | Win One for the Gipper???                   |                 | 5 gennaio 1983   |                 |
| 11 | Happy Trails                                |                 | 12 gennaio 1983  |                 |
| 12 | Manhunter                                   |                 | 19 gennaio 1983  |                 |
| 13 | The Further Adventures of Ozzie and Harold  |                 | 26 gennaio 1983  |                 |
| 14 | Death Boat                                  |                 | 2 febbraio 1983  |                 |
| 15 | Eight Ball                                  |                 | 9 febbraio 1983  |                 |
| 16 | Spaced Out                                  |                 | 16 febbraio 1983 |                 |
| 17 | Strange Bedfellows                          |                 | 23 febbraio 1983 |                 |
| 18 | The Molly Sue                               |                 | 2 marzo 1983     |                 |
| 19 | One Hundred Miles a Gallon                  |                 | 9 marzo 1983     |                 |
| 20 | P.S. I Love You                             |                 | 16 marzo 1983    |                 |
| 21 | The Chameleon                               |                 | 6 aprile 1983    |                 |
| 22 | The Chase                                   |                 | 13 aprile 1983   |                 |
| 23 | Just a Small Circle of Friends              |                 | 4 maggio 1983    |                 |